# Yeshe
Yeshe (de son vrai nom Yeshe Reiners) est un artiste de musiques du monde né en Allemagne dans un village de la région de Düsseldorf. Son univers musical est agrémenté de différentes influences issues des traditions africaines, du blues, du jazz ou du reggae.

## Biographie

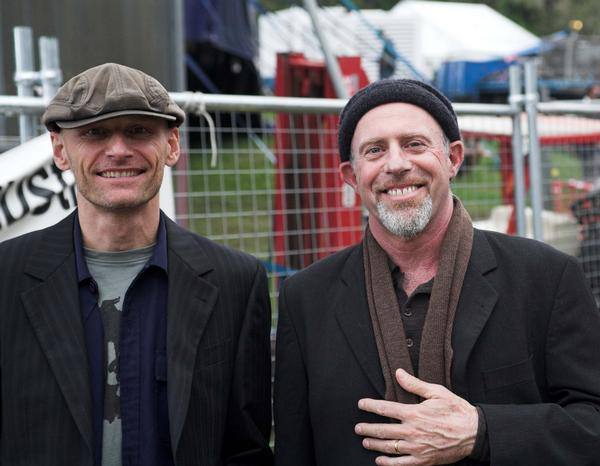
Yeshe au côté de son ami Harry Manx.

À 16 ans, il débute professionnellement dans la musique avec les percussions. Il développe la technique au gré de ses voyages, principalement en Afrique et en Asie où il découvre de nouvelles cultures.
Multi-instrumentiste, Yeshe joue principalement de 2 instruments sur son album Roots and Wings paru en 2011 : la m'bira (« piano à  pouce » du Zimbabwe) et le kamélé n'goni (sorte de harpe-luth d'origine malienne et burkinabé).
Ses pas l'ont aussi menés dans le monde entier partant de l’Europe jusqu’en Amérique du Nord (États-Unis et Canada), en passant par le Japon, la Corée du Sud, la Nouvelle-Zélande et l’Australie où il réside.
Son premier album, World Citizen, est produit fin 2004 par Harry Manx sous le label Dog my cat records.
Roots and Wings est quant à lui paru en 2011 sous son propre label World citizen.
Il reprend en particulier le classique canadien La Ballade de Jean Batailleur,,, de Zachary Richard, poète et chanteur Acadien (franco-américain de Louisiane) rendu populaire au Québec dans les années 1970.
Puis il signe avec The Agency Group,, agence de booking internationale qui le représente au Canada, et est invité à jouer dans le pays au côté de son ami Harry Manx notamment au festival Jazz à Montréal, ainsi qu’à l’occasion du show télévisé Belle et Bum.
Il termine finaliste des Dolphin Music Awards australiens en 2004 dans la catégorie des nouveaux talents, et son titre Peace of Mind qui ouvre Roots & Wings a été classé No 1 du Billboard World Song Contest 2009.

## Discographie
- 2004 : World Citizen, Dog my cat records
- 2011 : Roots and Wings, World citizen